# Hot Girl
Hot Girl ist ein Lied des deutschen Dance-Projekts R.I.O. Es wurde als Promo-Single aus dem Album Shine On (The Album) veröffentlicht. Hot Girl erschien in den Niederlanden am 28. Oktober 2010 als Download und erreichte dort die Charts.

## Musikvideo
Das offizielle Musikvideo wurde am 13. Juli 2010 auf dem offiziellen YouTube-Kanal vom Plattenlabel Zooland Records hochgeladen. Es beginnt mit Tony T, dem Sänger des Projekts, der auf sein Motorrad steigt und losfährt. An einer roten Ampel bleibt er stehen und lehnt sich müde zurück und schließt die Augen. Auf einmal sitzt er in einem Auto und fährt an einer hübschen, jungen Frau vorbei. Er sieht ihr nach und sie lächelt ihn an. Als er sich wieder nach vorn dreht, sitzt sie auf einmal neben ihm. Er ist völlig irritiert und legt seinen Arm über ihre Schulter. Die Frau nimmt ihre Sonnenbrille ab und als sie ihn küssen wollte, hört er ein Hupen und sitzt wieder auf seinem Motorrad vor der mittlerweile grünen Ampel und merkt, dass alles nur ein Traum war.

## Rezeption
Die Redaktion der Musikseite "Mix 1" gab der Single 6 von 8 Punkten.

## Mitwirkende
Hot Girl wurde von Yann Pfeifer, Manuel Reuter und Andres Ballinas komponiert und geschrieben. Das Lied wurde von Yanou und Manian produziert und über ihr eigenes Label Zooland Records veröffentlicht. Tony T ist der Sänger des Songs. Instrumental sind es ausschließlich Synthesizerelemente, die von Manian und Yanou kommen.

## Versionen und Remixe
1. Radio Edit – 3:36
2. Extended Mix – 5:09
3. Wideboys Remix – 6:50
4. Money G Remix – 5:20
5. Soundpusher Remix – 5:20
6. Olav Basoski Remix – 6:46[3]